# Chionaema saulia
Chionaema saulia là một loài bướm đêm thuộc phân họ Arctiinae, họ Erebidae.